# Jayne Svenungsson
Jayne Christine Svenungsson, född 9 december 1973 i Trollhättans församling i Älvsborgs län, är en svensk professor i systematisk teologi vid Lunds universitet. Svenungsson var ledamot av Svenska Akademien från den 20 december 2017 till den 9 november 2018.

## Biografi
Svenungsson disputerade 2002 för teologie doktorsexamen på en avhandling, som behandlar den förnyade filosofiska diskussionen om gudsbegreppet i ett idéhistoriskt perspektiv. År 2014 utgav hon ytterligare en studie med titeln Den gudomliga historien. Profetism, messianism och andens utveckling. Hon har även publicerat essäer och understreckare i Svenska Dagbladet.
Hon invaldes den 28 september 2017 som ledamot i Svenska Akademien på stol nr 9, och tog inträde i Akademien vid dess högtidssammankomst den 20 december 2017, då hon minnestecknade sin företrädare Torgny Lindgren. Den 7 november 2018 meddelade Svenungsson att hon begärt utträde ur Svenska Akademien.
Svenungssons publicering har (2025) enligt Google Scholar närmare 400 citeringar och ett h-index på 10.

### Familj
Jayne Svenungsson har varit partner med journalisten och författaren Göran Rosenberg.

## Utmärkelser och ledamotskap
- 2014 – Tilldelad Per Beskows pris[13]
- 2015 – Tilldelad Karin Gierows pris.[14]
- 2017 – Ledamot av Vetenskapssocieteten i Lund (LVSL, Vice Preses)[15]
- 2018 – Invald som ledamot i Kungliga Humanistiska Vetenskapssamfundet i Lund[15]
- 2022 – Invald som utländsk ledamot i den norska kungliga vetenskapsakademien.[16]